# Belgien-Rundfahrt (Unabhängige)
Die Belgien-Rundfahrt für Unabhängige war ein Etappenrennen in Belgien für Radrennfahrer der Klasse der Unabhängigen. Unabhängige waren ihrem Status nach weder Amateure noch Berufsfahrer und bildeten zeitweise eine eigene Lizenzklasse in der Union Cycliste Internationale (UCI).

## Geschichte
Die Rundfahrt wurde 1911 begründet und bis 1964 veranstaltet. Es wurden zwischen 5 und 10 Etappen je Rennen gefahren. In der Regel fand das Rennen im August statt. 1966 wurde die Klasse der Unabhängigen von der UCI abgeschafft. Die Rundfahrt hatte 39 Austragungen und wurde vom Ersten Weltkrieg und vom Zweiten Weltkrieg unterbrochen.
Für die Fahrer waren vordere Platzierungen in der Gesamtwertung oder Etappensiege Empfehlungen für Verträge bei professionellen Radsportteams. Bekannte Radrennfahrer wie Georges Ronsse, Marcel Kint oder Raymond Impanis schafften mit ihren Siegen in diesem Rennen den Übergang zu den Berufsfahrern.

## Palmarès
- 1911  Joseph Vandaele
- 1912  Alphonse Lauwers
- 1913  Hubert Noël
- 1914–1918 nicht ausgetragen
- 1919  Félix Sellier
- 1920  Armand Thewis
- 1921  Maurice De Waele
- 1922  Nicolas Frantz
- 1923  Omer Huyse
- 1924  Auguste Verdyck
- 1925  Georges Ronsse
- 1926  Pé Verhaegen
- 1927  François Gardier
- 1928  Robert Van Grootenbruele
- 1929  Kamiel De Graeve
- 1930 nicht ausgetragen
- 1931  Léon Louyet
- 1932  Joseph Vanderhaegen
- 1933  Edgard De Caluwé
- 1934  Robert Wierinckx
- 1935  Marcel Kint
- 1936  Maurice Van Herzele
- 1937  Maurice Clautier
- 1938  Pierre Vermeiren
- 1939  Frans Van Hellemont
- 1940–1945 nicht ausgetragen
- 1946  Raymond Impanis
- 1947  Gilbert Caupain
- 1948  Marcel De Mulder
- 1949  Joseph Bourgeois
- 1950  Maurice Neyt
- 1951  Maurice Neyt
- 1952  Jean Brankart
- 1953  Roger Wyckstand
- 1954  Maurice Baele
- 1955  André Messelis
- 1956–1958 nicht ausgetragen
- 1959  Cyriel Huyskens
- 1960  Robert Vandecaveye
- 1961  Joseph Wouters
- 1962  Sylvain Henckaerts
- 1963  Jan Boonen
- 1964  Roger Verheyden